# Sindromul Peter Pan
Sindromul Peter Pan este o afecțiune popularizată de psihologul Dan Kiley în 1983 și se referă la adulții care se comportă ca un copil sau adolescent și sunt incapabili să-și asume responsabilitatea acțiunilor lor și de a se comporta conform vârstei sale biologice, deși au un nivel de inteligență peste medie. Este întâlnită în special la bărbați.
Numele vine de la personajul omonim, Peter Pan, care refuză să crească și preferă să se închidă în lumea copilăriei.
Persoana cu o astfel de afecțiune este sigură pe ea, chiar arogantă, atitudine prin care ascunde nesiguranța și incapacitatea de a adopta decizii.
Pe lângă imaturitate emoțională, se caracterizează prin teama de a greși și de a nu fi acceptat și iubit de cei apropiați.
Are tendința de a recurge la minciuni, la exagerări atunci când vorbește de proiecte ambițioase sau de aventuri sentimentale extravagante.
Este preocupat de propria persoană și de propriile probleme, susținând că toți ceilalți sunt responsabili de lucrurile negative din viața sa.
Nu acceptă compromisul, considerând un obstacol în calea libertății sale.
În cadrul relației de cuplu, atunci când apar probleme, caută să nu se implice, să nu aibă planuri pe termen lung.
Instabilitatea afectivă se transpune în tendința spre infidelitate.
Una din principalele cauze o constituie lipsa de afecțiune din copilărie.
La maturitate, o astfel de persoană dorește să se simtă protejată, fiindu-i teamă de necunoscut.
De exemplu, bărbații cu acest sindrom preferă să locuiască cu părinții și își întemeiază o familie la vârste avansate.